# آلبرت روپ
آلبرت روپ (انگلیسی: Albert Rop؛ زادهٔ ۱۷ ژوئیه ۱۹۹۲) ورزشکار دو و میدانی اهل بحرین است.